# Децентралізовані фінанси
Децентралізовані фінанси (стилізується як DeFi) належать до фінансових послуг і платформ, які працюють на блокчейні, смарт-контрактах і оперують без централізованих фінансових посередників, таких як: банки, брокери, біржі чи фінансові установи. Платформи DeFi дозволяють позичати або видавати позики між особами, спекуляції на русі цін на активи з використанням похідної, торгівля криптовалютою, захист від ризиків за допомогою страхування та заробітку відсотків через рахунки, що нагадують заощадження. Ці платформи використовують шарову архітектуру та адаптивні будівельні блоки. Хоча деякі програми рекламують високі процентні ставки, але вони часто пов'язані з підвищеними ризиками. Помилки у програмуванні та випадки хакерських атак часто відбуваються у даній сфері.

## Історія
Децентралізовані обмінники (скорочено DEX) є альтернативними платіжними екосистемами з новими протоколами для фінансових транзакцій, що виникли в межах децентралізованої фінансової сфери (DeFi), яка є частиною технології блокчейну та фінансово-технологічного сектору.

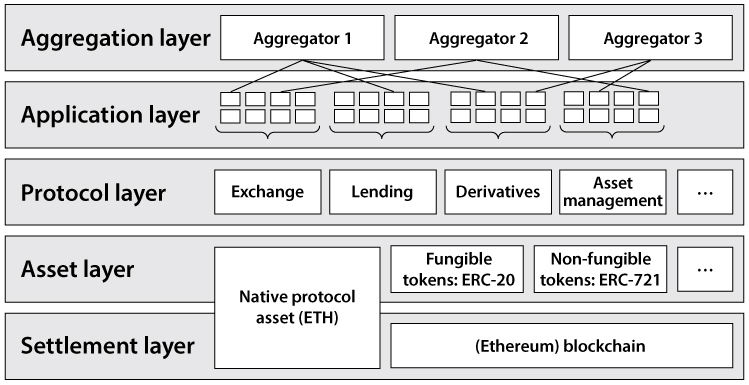
Багатошарова архітектура стека DeFi

CEXs (централізовані обмінники), (DEXs) та DEX агрегатори всі побудовані на багаторівневій архітектурі DeFi або її складовій, де кожен рівень виконує чітко визначену функцію.
Хоча вони мають спільні компоненти перших чотирьох рівнів, таких як розрахунковий рівень, рівень активів, рівень протоколу та рівень застосування, у агрегаторів DEX є додатковий компонент або рівень агрегатора, який дозволяє їм з'єднуватися та взаємодіяти з іншими DEX через смарт-контракти.
Блокчейн Ethereum популяризував смарт-контракти, які є основою DeFi, у 2017 році. З того часу інші блокчейни також реалізували смарт-контракти.
MakerDAO є визначеною платформою для кредитування у сфері DeFi, заснованою на стейблкоїні, яка була створена у 2017 році. Вона дозволяє користувачам брати у позику DAI, токен, який прив'язаний до долара США. За допомогою набору смарт-контрактів, які контролюють процеси позики, погашення та ліквідації, MakerDAO має на меті зберігати стабільну вартість DAI у децентралізованим та автономним способом.
У червні 2020 року Compound Finance, протокол децентралізованої фінансової системи, який дозволяє користувачам позичати або віддавати в позику криптовалютні активи та забезпечує типові виплати відсотків кредиторам, розпочав винагороджувати кредиторів і позичальників криптовалютою під назвою Comp. Цей токен, який використовується для управління Compound, також можна торгувати на криптовалютних біржах. Інші платформи також слідували цьому прикладу, що призвело до накопичених інвестиційних можливостей, відомих як «ферма прибутковості» або «видобуток ліквідності», де спекулянти переміщують криптовалютні активи між пулами на платформі та між платформами, щоб максимізувати загальний дохід, який включає не лише відсотки та комісії, а й вартість додаткових токенів, отриманих у вигляді винагороди.
У липні 2020 року газета The Washington Post описала техніки децентралізованої фінансової системи та пов'язані з цим ризики. У вересні 2020 року Bloomberg повідомив, що DeFi складав дві третини ринку криптовалют за змінами цін, і що рівень заставних активів DeFi досягнув 9 мільярдів доларів. Ethereum помітив зростання кількості розробників у 2020 році через висхідний інтерес до DeFi.
DeFi залучило венчурних капіталістів, таких як Андерсон Горовиць та Майкл Новогратц.
Журнал «The Economist» оцінив майбутнє цифрової фінансової системи у 2022 році як «боротьбу трьох сил»: Big Tech, такі як Facebook зі своїм цифровим гаманцем; «великі багаті країни», які вже тестували свої власні цифрові валюти; та розробники програмного забезпечення, які «створюють всілякі застосунки» для децентралізації фінансів. Одним із основних викликів для регуляторів США було вирішення ризиків, пов'язаних з криптовалютними активами, які вже оцінюються в $2,5 трильйона.

## Характеристики
DeFi цілком орієнтується (DApps), які здійснюють фінансові функції на розподілених реєстрах, які називають блокчейнами, технологією, яка стала популярною завдяки Bitcoin і відтоді ширше застосовується. Замість того, щоб транзакції здійснювалися через централізованого посередника, такого як криптовалютна біржа чи традиційна біржа цінних паперів, транзакції здійснюються безпосередньо між учасниками за допомогою програм смарт-контрактів. Ці смарт-контракти, або протоколи DeFi, зазвичай працюють за допомогою відкритого програмного забезпечення, яке розробляється та підтримується спільнотою розробників.
Додатки децентралізованого типу (DApps) зазвичай доступні через розширення веб-браузер чи додаток. Різні додатки дозволяють користувачам безпосередньо взаємодіяти з Ethereum через цифровий гаманець. Багато з цих DApps можна поєднати для створення складних фінансових послуг. Наприклад, власники стейблкоїнів можуть позичати активи, такі як USD Coin або DAI, на ліквідному пулі у протоколі кредитування, наприклад Aave, і дозволяти іншим позичати ці цифрові активи, вкладаючи власний заставний капітал. Протокол автоматично коригує процентні ставки в залежності від попиту на актив. Деякі DApps отримують зовнішні дані, такі як ціна на актив, через блокчейн-оракули. Крім того, Aave впровадив швидкі позики, які є не заставними позиками довільної суми, які беруться та повертаються протягом однієї транзакції у блокчейні. Багато атак на платформу DeFi є через використання швидких позик для маніпулювання цінами криптовалют.
Ще одним протоколом DeFi є Uniswap, який є децентралізованою біржею (DEX), призначеною для торгівлі токенами, що випущені на Ethereum. Замість використання централізованої біржі для виконання замовлень, Uniswap виплачує користувачам за утворення ліквідних пулів в обмін на частку в зборах, що стягуються від трейдерів, які обмінюються токенами в пулі ліквідності та виходять з них. Тому що ніяка централізована сторона не керує Uniswap, і будь-яка команда розробників може використовувати відкрите програмне забезпечення, немає суб'єкта, який перевіряє ідентифікацію людей, що використовують платформу та відповідає вимогам KYC/AML. Станом на 2020 рік неясно, який підхід оберуть регулятори щодо законності таких платформ.

## Помилки та хакерство
Помилки кодування та зломи є поширеними в DeFi. Оскільки транзакції блокчейну незворотні, це означає, що неправильну або шахрайську транзакцію в DeFi важко виправити.
Особа чи організація, що стоїть за децентралізованим фінансовим протоколом може бути невідомою та зникнути з грошима інвесторів. Інвестор Майкл Новогратц описав деякі протоколи DeFi як «схеми Понці».
DeFi порівнюють з манією початкових монетних пропозицій 2017 року, яка була частиною криптовалютної бульбашки. Недосвідчені інвестори особливо піддаються ризику втрати коштів через складність взаємодії з платформами DeFi та відсутність будь-якого посередника з підтримкою клієнтів. З іншого боку, оскільки код для смарт-контрактів DeFi зазвичай є відкритим програмним забезпеченням, яке можна скопіювати для створення конкурентних платформ, досвідчені користувачі та створені користувачами боти можуть створювати нестабільність під час переміщення коштів між платформами, які використовують один і той же код. Крім того, платформи DeFi можуть ненавмисно створювати стимули для криптовалютних майнерів для дестабілізації системи.
У 2021 році половина криптовалютних злочинів була пов'язана з DeFi. Цей зріст злочинів пов'язують з поєднанням некомпетентності розробників та відсутності або слабкого дотримання регуляцій. Викрадення з DeFi може ставатися або зовнішніми хакерами, які крадуть з вразливих проєктів, або через «rug pulls», коли розробники та впливові особи просувають проєкт, а потім забирають гроші, як форма «накачування та скидання».

## Регулювання
У жовтні 2021 року група фінансових дій (щодо відмивання грошей)(FATF) включила DeFi до рекомендацій для постачальників криптослужб, що ставить за мету регулювання цього типу активів. Очікується, що кожна окрема країна визначить, чи можуть особи, зайняті у сфері DeFi, вважатися постачальниками віртуальних активів та чи підпадатимуть під рекомендації FATF.